# Matti Rahkonen
Matti Rahkonen, född 17 juni 1945 i Jyväskylä, är en finländsk språkvetare och professor emeritus.
Rahkonen disputerade 1982 på en avhandling i syntax och semantik, Om existens, tid och lokalitet i svenskan, och har även intresserat sig för inlärning av svenska som andraspråk. Han var 1981–1984 tf. professor i nordisk filologi vid Jyväskylä universitet och innehade från 1984 till 2011 denna lärostol som ordinarie professor.